# حشره‌خوار مشکین دوست
حشره‌خوار مشکینِ دوسِت (نام علمی: Crocidura douceti) نام یک گونه از سرده حشره‌خوارهای دندان‌سفید است.